# Alexandre de l'illa
Alexandre de l'illa   (527 - 565) potser també conegut com Alexandre el monjo (Ἀλέξανδρος μοναχός) fou un religiós grec, probablement xipriota del segle vi actiu al claustre prop del santuari de Sant Bernabé a Salaminia o Constantina. És esmentat per Miquel Glicàs el 1120, per la qual cosa havia de ser anterior. Es conserven dues oracions: un panegíric sobre Sant Bernabé i un escrit sobre l'invent de la veracreu. També tenia com un dels seus objectius l'autenticació de la independència eclesiàstica de Xipre.

## Data i treball
Alexandre sembla haver viscut en qualsevol moment entre mitjans del segle vi i el segle IX. El bizantinista Aleksandr Kajdan va argumentar que la visió tradicional de situar-lo a mitjans del segle vi no era necessàriament vàlida. Cyril Mango i John W. Nesbitt sosté que va ser un autor del segle VI, segons els seus interessos literaris.
Alexandre va compondre un tractat anomenat "Sobre la troballa de la creu" ("de inventatione sanctae crucis"), que cobria la història del cristianisme des de l'emperador Tiberi fins al descobriment de la creu per Helena, la mare de Constantí I el Gran. També hi ha una versió en georgà d'aquesta obra, amb el manuscrit existent més antic datat del segle IX o X.